# Lissogenius cantaloubei
Lissogenius cantaloubei är en skalbaggsart som beskrevs av Ruter 1969. Lissogenius cantaloubei ingår i släktet Lissogenius och familjen Cetoniidae. Inga underarter finns listade i Catalogue of Life.